# Cesarina Bento Montesinos
Cesarina Bento Montesinos  (Agulo, La Gomera, 29 de enero de 1844-Agulo, 10 de junio de 1910), fue una escritora española.

## Vida
Cesarina  nació en Agulo en el seno de una de las familias dominantes de la época. Su padre, José Ramón Bento y Peraza de Ayala, decide que la familia se traslade a Cuba cuando Cesarina sólo cuenta con diez años de edad. Vivirán en Cuba durante nueve años. En 1862 los Bento están decididos a volver a La Gomera, pero la marcha se retrasará un año, a causa de una dolencia que padece su madre Josefa Montesino. Finalmente salen de Cuba en los últimos días de octubre y llegan a Cádiz en noviembre de 1863. En marzo de 1870 regresará a su isla natal.

## Obra
Su obra poética se halla citada en la literatura canaria, aunque apenas es conocida globalmente. Cesarina había escrito en Cuba los poemas iniciales que darían forma a su actividad poética posterior, ya en España. No escapará a la influencia del paisaje cubano, ni a la belleza romántica de los avatares más dramáticos de la naturaleza. Cesarina escribe sobre su isla natal y de sus mayores: La Gomera.
Escribió un libro íntimo, especie de breviario lírico comenzado a los 13 años en el que anotaba acontecimientos e impresiones de su vida. Tituló ese manuscrito como Libro de Escarnai Tóben y Nontisemo, título en donde escribió su nombre como un anagrama, ya que en realidad significaría «Libro de Cesarina Bento y Montesino». Este todavía se conserva y está forrado de terciopelo con estampados de oro. Está escrito en prosa y verso. 
De sus muchas composiciones merece citarse El asesino condenado a muerte. En el diario de la finada confiesa haber escrito varios libros en Cuba que permanecían inéditos, salvo el trabajo que había comenzado y que tituló Las víctimas de un adulador. En 2004 se publicó una obra suya bajo el título Rastros de ceniza. 
Su producción literaria se dio a conocer por Sebastián Padrón Acosta en el trabajo "Musa isleña: Anchieta...", publicado en Biblioteca Canaria 1940 que dirigía Leoncio Rodríguez.